# Роджер Таллрот
Курт Стефан Роджер «Талліс» Таллрот (швед. Kurt Stefan Roger "Tallis" Tallroth; нар. 28 серпня 1960, Гесслегольм, комуна Гесслегольм, лен Сконе) — шведський борець греко-римського стилю, чемпіон та дворазовий срібний призер чемпіонатів Європи, бронзовий призер Кубку світу, срібний призер Олімпійських ігор.

## Життєпис
Боротьбою почав займатися з 1967 року. У 1979 році став бронзовим призером чемпіонату світу серед юніорів.
Вершиною спортивної кар'єри Таллрота став 1984 рік, коли він виграв чемпіонат Європи та здобув олімпійське срібло з греко-римської боротьби на Іграх в Лос-Анджелесі, поступившись фіну Йоуко Саломякі.
Виступав за спортивний клуб «Ballingsloev BK». Тренер — Лейф Андерссон.

### Родина
Син Роджера Таллрота Закаріас теж став борцем. Він бронзовий призер чемпіонату світу, дворазовий чемпіон та срібний призер Північних чемпіонатів.

## Спортивні результати на міжнародних змаганнях

### Виступи на Олімпіадах
| Змагання                    | Збірна | Вагова категорія                 | Місце  |
| --------------------------- | ------ | -------------------------------- | ------ |
| Літні Олімпійські ігри 1984 | Швеція | греко-римська боротьба, до 74 кг | Срібло |

### Виступи на Чемпіонатах світу
| Змагання                        | Збірна | Вагова категорія                 | Місце |
| ------------------------------- | ------ | -------------------------------- | ----- |
| Чемпіонат світу з боротьби 1981 | Швеція | греко-римська боротьба, до 74 кг | 4     |
| Чемпіонат світу з боротьби 1983 | Швеція | греко-римська боротьба, до 74 кг | 5     |
| Чемпіонат світу з боротьби 1986 | Швеція | греко-римська боротьба, до 74 кг | 5     |
| Чемпіонат світу з боротьби 1987 | Швеція | греко-римська боротьба, до 74 кг | 9     |

### Виступи на Чемпіонатах Європи
| Змагання                         | Збірна | Вагова категорія                 | Місце  |
| -------------------------------- | ------ | -------------------------------- | ------ |
| Чемпіонат Європи з боротьби 1982 | Швеція | греко-римська боротьба, до 74 кг | Срібло |
| Чемпіонат Європи з боротьби 1984 | Швеція | греко-римська боротьба, до 74 кг | Золото |
| Чемпіонат Європи з боротьби 1985 | Швеція | греко-римська боротьба, до 74 кг | 6      |
| Чемпіонат Європи з боротьби 1986 | Швеція | греко-римська боротьба, до 74 кг | Срібло |
| Чемпіонат Європи з боротьби 1987 | Швеція | греко-римська боротьба, до 74 кг | 4      |

### Виступи на Кубках світу
| Змагання                    | Збірна | Вагова категорія                 | Місце  |
| --------------------------- | ------ | -------------------------------- | ------ |
| Кубок світу з боротьби 1985 | Швеція | греко-римська боротьба, до 74 кг | Бронза |

### Виступи на Північних чемпіонатах
| Змагання                            | Збірна | Вагова категорія                 | Місце  |
| ----------------------------------- | ------ | -------------------------------- | ------ |
| Північний чемпіонат з боротьби 1978 | Швеція | греко-римська боротьба, до 57 кг | Срібло |
| Північний чемпіонат з боротьби 1982 | Швеція | греко-римська боротьба, до 74 кг | Срібло |
| Північний чемпіонат з боротьби 1983 | Швеція | греко-римська боротьба, до 74 кг | Золото |
| Північний чемпіонат з боротьби 1985 | Швеція | греко-римська боротьба, до 74 кг | Золото |
| Північний чемпіонат з боротьби 1986 | Швеція | греко-римська боротьба, до 74 кг | Золото |
| Північний чемпіонат з боротьби 1987 | Швеція | греко-римська боротьба, до 74 кг | Золото |

### Виступи на інших змаганнях
| Змагання                           | Збірна | Вагова категорія                 | Місце  |
| ---------------------------------- | ------ | -------------------------------- | ------ |
| Гран-прі Німеччини з боротьби 1977 | Швеція | греко-римська боротьба, до 48 кг | 8      |
| Гран-прі Німеччини з боротьби 1983 | Швеція | греко-римська боротьба, до 74 кг | Срібло |
| Гран-прі Німеччини з боротьби 1984 | Швеція | греко-римська боротьба, до 74 кг | Срібло |
| Гран-прі Німеччини з боротьби 1986 | Швеція | греко-римська боротьба, до 74 кг | Срібло |
| Золотий Гран-прі з боротьби 1987   | Швеція | греко-римська боротьба, до 74 кг | 5      |
| Гран-прі Німеччини з боротьби 1987 | Швеція | греко-римська боротьба, до 74 кг | 6      |
| Гала гран-прі FILA 1987            | Швеція | греко-римська боротьба, до 74 кг | -      |

### Виступи на змаганнях молодших вікових груп
| Змагання                                          | Збірна | Вагова категорія                 | Місце  |
| ------------------------------------------------- | ------ | -------------------------------- | ------ |
| Північний чемпіонат з боротьби серед юніорів 1977 | Швеція | греко-римська боротьба, до 48 кг | Золото |
| Північний чемпіонат з боротьби серед юніорів 1978 | Швеція | греко-римська боротьба, до 57 кг | Золото |
| Чемпіонат світу з боротьби серед юніорів 1979     | Швеція | греко-римська боротьба, до 62 кг | Бронза |
| Північний чемпіонат з боротьби серед юніорів 1980 | Швеція | греко-римська боротьба, до 74 кг | Золото |
| Чемпіонат Європи з боротьби серед юніорів 1980    | Швеція | греко-римська боротьба, до 74 кг | 6      |
| Чемпіонат світу з боротьби серед юніорів 2005     | Швеція | греко-римська боротьба, до 66 кг | 13     |